# Голдакр, Бен
Бен Майкл Голдакр (англ. Ben Michael Goldacre, род. 1974) — британский врач, автор научных и научно-популярных публикаций. По состоянию на март 2015 года работает в Centre for Evidence-Based Medicine (департамент Primary Care Health Sciences Оксфордского университета). Основатель инициативы AllTrials, которая требует применять методы открытой науки в клинических исследованиях.
Голдакр известен колонкой «Bad Science» в газете Guardian, которую он вёл в 2003—2011 годах, и книгами:
- Bad Science (2008, русское издание «Обман в науке», 2010[5][6], критика иррациональности и некоторых форм нетрадиционной медицины);
- Bad Pharma (2012, «Вся правда о лекарствах»[7], изучение рекламных и научных практик компаний фармацевтической промышленности)[8][9],
- I Think You’ll Find It’s a Bit More Complicated Than That (сборник журналистских работ Бена).

Голдакр также выступает с публичными лекциями об обманах в научных публикациях.
Учился медицине в оксфордском колледже Магдалины, где получил первоклассную степень бакалавра искусств (BA) с отличием. Редактировал студенческий журнал Оксфорда «Isis». В лондонском Кингс-колледже получил степень магистра искусств по философии в 1997 году. В Университетском колледже Лондона в 2000 году получил степени бакалавра медицины и бакалавра хирургии (MB, BS), там он учился в Медицинской школе Университетского колледжа и получил квалификацию медицинского доктора.

## Награды
- Association of British Science Writers — Best Feature 2003 за статью «Never mind the facts».[11]
- Association of British Science Writers — Best Feature 2005 за статью «Don’t dumb me down».[12]
- Freelance 2006 (Medical Journalism Awards).[13]
- Statistical Excellence In Journalism Award от Королевского статистического общества[14] за статью «When the facts get in the way of a story».[15]
- Почетная степень Doctor of Science от Heriot-Watt University (июнь 2009).[16]
- Почетная степень Doctor of Science от университета Лафборo (July 2010).[17]
- President's Medal (British Academy)[англ.] (2019)